# Can Bruguera (Teià)
Can Bruguera és una obra de Teià (Maresme) inclosa a l'Inventari del Patrimoni Arquitectònic de Catalunya.

## Descripció
Edifici caracteritzat per la seva horitzontalitat i la seva coberta a dos vessants, amb el carener paral·lel a la façana principal. La construcció està formada per una planta baixa i un pis. Les transformacions en la planta baixa no han malmès el seu estat original. Tots els elements de pedra picada, com els carreus dels angles o dels brancals de les finestres, demostren un estil propi del segle xvii., al costat sud, i el costat nord es del XVI.

## Història
Aquesta casa conservava documentació del segle xv, actualment dipositada a l'Arxiu històric del Consell Comarcal de Maresme.